# Ninetto Davoli
Ninetto Davoli, all'anagrafe Giovanni Davoli (San Pietro a Maida, 11 ottobre 1948), è un attore italiano.

## Biografia

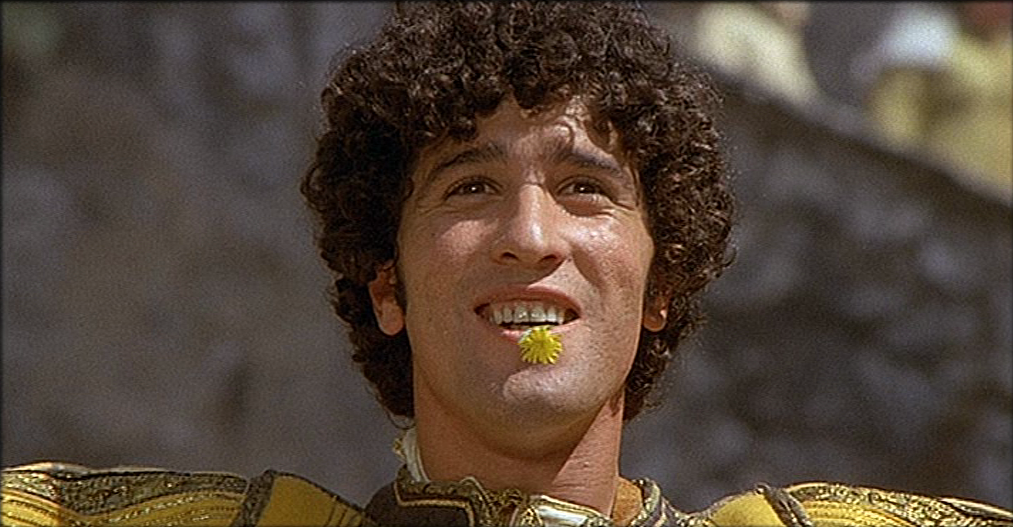
Davoli nel film Il Decameron (1971)

Nasce a San Pietro a Maida, in provincia di Catanzaro, in Calabria, l'11 ottobre del 1948; successivamente la sua famiglia si trasferisce a Roma, città in cui vive l'adolescenza e dove cresce all'interno della baraccopoli di "Borghetto Prenestino", presso la via Prenestina. Dal carattere simpatico e con un sorriso aperto, viene scoperto da Pier Paolo Pasolini che, dopo avergli affidato una comparsata nel film Il Vangelo secondo Matteo (1964), lo sceglie come co-protagonista, al fianco di Totò, nel film Uccellacci e uccellini (1966) e, successivamente, negli episodi: La Terra vista dalla Luna (Le streghe, 1967) e Che cosa sono le nuvole? (Capriccio all'italiana, 1968), insieme a Franco Franchi, Ciccio Ingrassia e Totò.
Comincia così un lungo sodalizio professionale e sentimentale (sin dal 1963), destinato a interrompersi solo per la morte del poeta e regista. È proprio Davoli a effettuare il riconoscimento del cadavere di Pier Paolo Pasolini, la mattina del 2 novembre 1975, dopo l'assassinio del regista. Con Pasolini, Davoli ha girato in tutto nove film, l'ultimo dei quali è Il fiore delle Mille e una notte (1974).

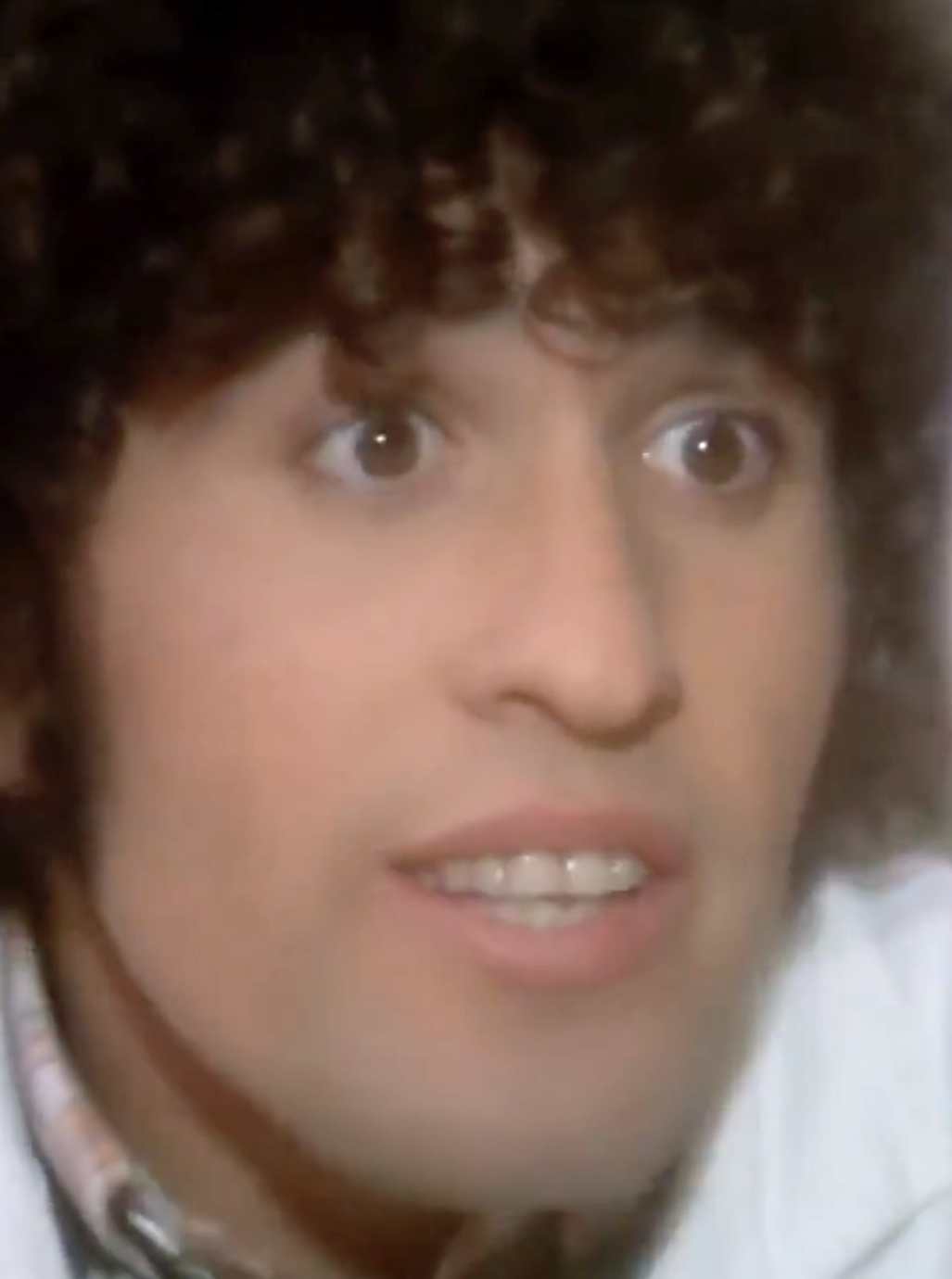
Davoli in Appassionata (1974)

Al di fuori di Pasolini, ha realizzato un intenso e lungo sodalizio con Sergio Citti, con cui nel 1970 gira il film d'esordio Ostia e, tra il 1973 e il 1996, i successivi Storie scellerate, Qui comincia l'avventura, Casotto, Il minestrone, Sogni e bisogni (l'episodio I ladri), La romana e I magi randagi. Specializzato in ruoli brillanti, Davoli raccoglie tuttavia i risultati migliori in ruoli drammatici, come nel film Uno su due di Eugenio Cappuccio, con cui ottiene critiche ottime e vince il "premio Lara 2006" alla prima Festa del Cinema di Roma, e in Cemento armato, pellicola noir di ambientazione romana di Marco Martani.
In televisione nel 1975 interpreta Calandrino nello sceneggiato Le avventure di Calandrino e Buffalmacco di Piero Pieroni e Carlo Tuzii. Nel 1979 recita nella commedia musicale Addavenì quel giorno e quella sera, insieme ad Adriana Asti; le canzoni, in dialetto romanesco, sono tutte scritte da Antonello Venditti e cantate da Davoli, o da solo o in coppia con Asti. Nel 2008 interpreta Gerardo il Barbaro nella prima stagione di Romanzo criminale - La serie, per la regia di Stefano Sollima.
A parte la nutrita filmografia e i numerosi ruoli teatrali, Ninetto Davoli deve anche la sua grande popolarità al personaggio di "Gigetto", protagonista di un fortunato Carosello dei primi anni settanta: per la pubblicità dei crackers Saiwa recita, a partire dal 1972, la serie "Le canzoni alla Gigetto", in cui, vestito da garzone di panetteria (in dialetto romanesco, cascherino), gira all'alba per Roma zigzagando con una bicicletta da trasporto, cantando a squarciagola alcune note canzoni di quegli anni, con un effetto comico esilarante.
Ninetto Davoli, sposatosi nei primi anni settanta, ha due figli e vive a Roma nel quartiere di Cinecittà. Nel 1971 ha fondato la Nazionale Attori con Pier Paolo Pasolini, Olivio Lozzi ed altri, della quale è stato presidente e nella quale continua a giocare tornei di beneficenza come il Derby del Cuore ed è acceso tifoso della Roma.
Nel 2015 gli viene assegnato, per il suo mezzo secolo sul set, il Nastro d'argento alla carriera e, l'anno dopo, il Bronzo Dorato all'arte della Recitazione del Festival Animavì. Dopo alcune fiction è tornato anche al cinema d'autore con il Pasolini (2014) di Abel Ferrara, ma soprattutto con Michele Alhaique in Senza nessuna pietà (2014).
Nel 2020 partecipa alla quindicesima edizione di Ballando con le stelle, in coppia con la ballerina Ornella Boccafoschi, venendo eliminato nella terza puntata.
Pasolini gli dedicò la poesia "Uno dei tanti epiloghi", pubblicata all'interno della raccolta "Trasumanar e organizzar".

## Filmografia

Con Totò in Uccellacci e uccellini (1966)

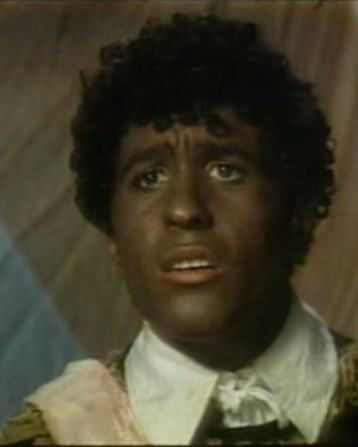
Davoli nei panni di Otello nell'episodio Che cosa sono le nuvole? di Capriccio all'italiana (1968)

### Cinema
- Il Vangelo secondo Matteo, regia di Pier Paolo Pasolini (1964)
- Uccellacci e uccellini, regia di Pier Paolo Pasolini (1966)
- La Terra vista dalla Luna, episodio di Le streghe, regia di Pier Paolo Pasolini (1966)
- Requiescant, regia di Carlo Lizzani (1967)
- Edipo Re, regia di Pier Paolo Pasolini (1967)
- Che cosa sono le nuvole?, episodio di Capriccio all'italiana, regia di Pier Paolo Pasolini (1968)
- Teorema, regia di Pier Paolo Pasolini (1968)
- Partner, regia di Bernardo Bertolucci (1968)
- La sequenza del fiore di carta, episodio di Amore e rabbia, regia di Pier Paolo Pasolini (1969)
- Porcile, regia di Pier Paolo Pasolini (1969)
- Ostia, regia di Sergio Citti (1970)
- Il Decameron, regia di Pier Paolo Pasolini (1971)
- Er più - Storia d'amore e di coltello, regia di Sergio Corbucci (1971)
- Abuso di potere, regia di Camillo Bazzoni (1972)
- Anche se volessi lavorare, che faccio?, regia di Flavio Mogherini (1972)
- I racconti di Canterbury, regia di Pier Paolo Pasolini (1972)
- S.P.Q.R., regia di Volker Koch (1972)
- Storia di fifa e di coltello - Er seguito der Più, regia di Mario Amendola (1972)
- Maria Rosa la guardona, regia di Marino Girolami (1973)
- La Tosca, regia di Luigi Magni (1973)
- Storia de fratelli e de cortelli, regia di Mario Amendola (1973)
- Il maschio ruspante, regia di Antonio Racioppi (1973)
- Storie scellerate, regia di Sergio Citti (1973)
- La signora è stata violentata!, regia di Vittorio Sindoni (1973)
- Una matta, matta, matta corsa in Russia (Neverojatnye priključenija ital'jancev v Rossii), regia di Franco Prosperi ed Ėl'dar Aleksandrovič Rjazanov (1973)
- Pasqualino Cammarata... capitano di fregata, regia di Mario Amendola (1973)
- Appassionata, regia di Gianluigi Calderone (1974)
- Il fiore delle Mille e una notte, regia di Pier Paolo Pasolini (1974)
- Amore mio non farmi male, regia di Vittorio Sindoni (1974)
- Il lumacone, regia di Paolo Cavara (1974)
- Qui comincia l'avventura, regia di Carlo Di Palma (1975)
- Il vizio ha le calze nere, regia di Tano Cimarosa (1975)
- Frankenstein all'italiana, regia di Armando Crispino (1975)
- L'Agnese va a morire, regia di Giuliano Montaldo (1976)
- L'armadio di Troia, episodio di Spogliamoci così, senza pudor..., regia di Sergio Martino (1976)
- Amore all'arrabbiata, regia di Carlo Veo (1976)
- No alla violenza, regia di Tano Cimarosa (1977)
- Casotto, regia di Sergio Citti (1977)
- Malabestia, regia di Leonida Leoncini (1978)
- La liceale seduce i professori, regia di Mariano Laurenti (1979)
- Maschio, femmina, fiore, frutto, regia di Ruggero Miti (1979)
- Buone notizie, regia di Elio Petri (1979)
- Il cappotto di Astrakan, regia di Marco Vicario (1980)
- Il minestrone, regia di Sergio Citti (1981)
- Il cuore del tiranno (A zsarnok szíve, avagy Boccaccio Magyarországon), regia di Miklós Jancsó (1981)
- Il conte Tacchia, regia di Sergio Corbucci (1982)
- Occhei, occhei, regia di Claudia Florio (1983)
- Marie Ward - Zwischen Galgen und Glorie, regia di Angelika Weber (1985)
- Momo, regia di Johannes Schaaf (1986)
- A proposito di Roma, regia di Egidio Eronico (1987)
- Animali metropolitani, regia di Steno (1988)
- La ragazza del metrò, regia di Romano Scandariato (1988)
- Le rose blu, regia di Anna Gasco, Tiziana Pellerano e Emanuela Piovano (1989)
- L'anno prossimo vado a letto alle dieci, regia di Angelo Orlando (1995)
- I magi randagi, regia di Sergio Citti (1996)
- Una vita non violenta, regia di David Emmer (1999)
- Come inguaiammo il cinema italiano - La vera storia di Franco e Ciccio, regia di Ciprì e Maresco (2004) - Docufilm
- Uno su due, regia di Eugenio Cappuccio (2006)
- Cemento armato, regia di Marco Martani (2007)
- Scontro di civiltà per un ascensore a Piazza Vittorio, regia di Isotta Toso (2010)
- Tutti al mare, regia di Matteo Cerami (2011)
- Fiabeschi torna a casa, regia di Max Mazzotta (2013)
- Senza nessuna pietà, regia di Michele Alhaique (2014)
- Pasolini, regia di Abel Ferrara (2014)
- Mio papà, regia di Giulio Base (2014)
- Felice chi è diverso, regia di Gianni Amelio (2014)
- Uno anzi due, regia di Francesco Pavolini (2015)
- Natale a Londra - Dio salvi la regina, regia di Volfango De Biasi (2016)
- The Executrix, regia di Michele Civetta (2020)
- Ritorno al crimine, regia di Massimiliano Bruno (2021)
- Bellezza, addio, regia di Carmen Giardina e Massimiliano Palmese – documentario (2023)

### Televisione
- Le avventure di Calandrino e Buffalmacco – miniserie TV (1975)
- Addavenì quel giorno e quella sera – miniserie TV (1979)
- Sogni e bisogni – serie TV, episodio 6 "Ladri" (1985)
- La romana – miniserie TV (1988)
- L'altro enigma, regia di Vittorio Gassman e Carlo Tuzii – film TV (1988)
- Il vigile urbano – serie TV, episodio 6 "Dove sta Zazà?" (1989)
- Avvocato Porta – serie TV (1997)
- La banda, regia di Claudio Fragasso – film TV (2001)
- Vite a perdere, regia di Paolo Bianchini – film TV (2004)
- Rino Gaetano - Ma il cielo è sempre più blu – miniserie TV (2007)
- Romanzo criminale - La serie – serie TV, 6 (2008)
- Un medico in famiglia 6 – serie TV, episodio 12 (2009)
- Gli ultimi del paradiso, regia di Luciano Manuzzi – miniserie TV (2010)
- Crimini 2 – serie TV, episodio 6 (2008)
- Baciamo le mani - Palermo New York 1958 – serie TV (2013)
- Una casa nel cuore, regia di Andrea Porporati – film TV (2015)
- È arrivata la felicità – serie TV (2015-2018)

## Teatro
- Arden of Fevershan (1968)
- Il candelaio (1968)
- Il vantone (1983)
- Uccellacci e uccellini (1984)
- San Francesco delle creature (1992)
- Acarnesi (1994)
- L'Histoire du soldat (1995)
- Romanzo musicale (1998)
- Dormi che ancora e notte (1999)
- Un tagliatore di teste a Villa Borghese (2003)
- Lupus in fabula (2003)
- L'albergo rosso (2011)
- Matteo secondo Pasolini (2011)
- Il Vantone (2015)

## Pubblicità
- Premium Saiwa (dal 1972 al 1983)

## Discografia
- 1979 – Addavenì quel giorno e quella sera (Philips)

## Riconoscimenti
- Nastro d'argento
  - 2015 – Premio alla carriera
- Ciak d'oro
  - 2007 – Miglior attore non protagonista per Uno su due[4]